# Meus Prêmios Nick al film dell'anno
Il Meus Prêmios Nick al film dell'anno (Filme do ano) è un premio assegnato annualmente ai Meus Prêmios Nick al film preferito dai telespettatori del canale Nickelodeon Brasile.
Il premio ha assunto unicamente nell'edizione 2002 la dicitura "Miglior film" (Melhor filme) e nell'edizione 2018 la denominazione "Film preferito" (Filme favorito).

## Vincitori e candidati
Qui di seguito la lista con vincitori, in grassetto, e candidati per edizione.

### Anni 2000
- 2000
  - Tarzan, regia di Kevin Lima e Chris Buck
- 2002
  - Spider-Man, regia di Sam Raimi
- 2003
  - Harry Potter e la camera dei segreti (Harry Potter and the Chamber of Secrets), regia di Chris Columbus
- 2004
  - Harry Potter e il prigioniero di Azkaban (Harry Potter and the Prisoner of Azkaban), regia di Alfonso Cuarón
- 2005
  - Gli Incredibili - Una "normale" famiglia di supereroi (The Incredibles), regia di Brad Bird

- 2008
  - Surf's Up - I re delle onde (Surf's Up), regia di Ash Brannon e Chris Buck
- 2009
  - Twilight, regia di Catherine Hardwicke
  - Harry Potter e il principe mezzosangue (Harry Potter and the Half-Blood Prince), regia di David Yates
  - High School Musical 3: Senior Year, regia di Kenny Ortega
  - Se Eu Fosse Você 2, regia di Daniel Filho

### Anni 2010
- 2010
  - The Twilight Saga: New Moon, regia di Chris Weitz
  - Avatar, regia di James Cameron
  - Alice in Wonderland, regia di Tim Burton
  - Percy Jackson e gli dei dell'Olimpo - Il ladro di fulmini (Percy Jackson & the Olympians: The Lightning Thief), regia di Chris Columbus
- 2011
  - Harry Potter e i Doni della Morte - Parte 2 (Harry Potter and the Deathly Hallows - Part 2), regia di David Yates
  - Rapunzel - L'intreccio della torre (Tangled), regia di Nathan Greno e Byron Howard
  - Pirati dei Caraibi - Oltre i confini del mare (Pirates of the Caribbean: On Stranger Tides), regia di Rob Marshall
  - Rio, regia di Carlos Saldanha
- 2012
  - The Avengers, regia di Joss Whedon
  - Il gatto con gli stivali (Puss in Boots), regia di Chris Miller
  - The Amazing Spider-Man, regia di Marc Webb
  - Uma Professora Muito Maluquinha, regia di André Alves Pinto e César Rodrigues
- 2013
  - Monsters University, regia di Dan Scanlon
  - Ralph Spaccatutto (Wreck-It Ralph), regia di Rich Moore
  - Iron Man 3, regia di Shane Black
  - Ribelle - The Brave (Brave), regia di Mark Andrews, Brenda Chapman e Steve Purcell
- 2014
  - Colpa delle stelle (The Fault in Our Stars), regia di Josh Boone
  - Maleficent, regia di Robert Stromberg
  - Frozen - Il regno di ghiaccio (Frozen), regia di Chris Buck e Jennifer Lee
  - Dragon Trainer 2 (How to Train Your Dragon 2), regia di Dean DeBlois
- 2015
  - Minions, regia di Pierre Coffin e Kyle Balda
  - Inside Out, regia di Pete Docter e Ronnie del Carmen
  - Jurassic World, regia di Colin Trevorrow
  - Avengers: Age of Ultron, regia di Joss Whedon
- 2016
  - Captain America: Civil War, regia di Anthony e Joe Russo
  - Tartarughe Ninja - Fuori dall'ombra (Teenage Mutant Ninja Turtles: Out of the Shadows), regia di Dave Green
  - Batman v Superman: Dawn of Justice, regia di Zack Snyder
  - Carrossel 2: O Sumiço de Maria Joaquina, regia di Mauricio Eça
  - Il libro della giungla (The Jungle Book), regia di Jon Favreau
  - Star Wars: Il risveglio della Forza (Star Wars: The Force Awakens), regia di J. J. Abrams
- 2017
  - Meus 15 Anos, regia di Caroline Okoshi Fioratti
  - La bella e la bestia (Beauty and the Beast), regia di Bill Condon
  - Spider-Man: Homecoming, regia di Jon Watts
  - Wonder Woman, regia di Patty Jenkins
- 2018
  - Fala Sério, Mãe!, regia di Camisa Listrada
  - Hotel Transylvania 3 - Una vacanza mostruosa (Hotel Transylvania 3: Summer Vacation), regia di Genndy Tartakovsky
  - Jumanji - Benvenuti nella giungla (Jumanji: Welcome to the Jungle), regia di Jake Kasdan
  - Gli Incredibili 2 (Incredibles 2) è un film d'animazione del 2018 scritto e diretto da Brad Bird
- 2019
  - Turma da Mônica: Laços, regia di Daniel Rezende
  - Spider-Man: Far from Home, regia di Jon Watts
  - Il re leone (The Lion King), regia di Jon Favreau
  - Avengers: Endgame, regia di Anthony e Joe Russo

### Anni 2020
- 2020
  - Offline (Modo Avião), regia di César Rodrigues
  - Ela Disse, Ele Disse, regia di Cláudia Castro
  - Frozen II - Il segreto di Arendelle (Frozen II), regia di Chris Buck e Jennifer Lee
  - Jumanji: The Next Level, regia di Jake Kasdan
- 2021
  - Kallys Mashup: Um Aniversário Muito Kally!, regia di Jorge Navas e Paul Cataño Toro
  - Crudelia (Cruella), regia di Craig Gillespie
  - Luca, regia di Enrico Casarosa
  - Doppio papà (Pai em Dobro), regia di Cris D'Amato